# Rostbukig markgök
Rostbukig markgök (Neomorphus geoffroyi) är en fågel i familjen gökar inom ordningen gökfåglar.

## Utseende
Rostbukig markgök är en stor, marklevande gök. Den är helt omisskännlig om den ses väl, en kraftig fågel med lång stjärt, sjabbig huvudtofs och kraftig ljust gulaktig näbb. Fjäderdräkten är övervägande brunaktig med ett svart bröstband och grön- och lilaglänsande vingar och stjärt. 

## Utbredning och systematik
Rostbukig markgök delas in i sex underarter:
- Neomorphus geoffroyi salvini – förekommer i fuktigt lågland utmed Nicaraguas stillahavskust i Colombia
- Neomorphus geoffroyi aequatorialis – förekommer från tropiska sydöstra Colombia till östra Ecuador och norra Peru
- Neomorphus geoffroyi australis – förekommer från södra Peru och nordvästra Bolivia
- Neomorphus geoffroyi amazonicus – dåligt känd, men generellt Amazonområdet i Brasilien, söder om Amazonfloden, utom områden på södra flodbanken som ockuperas av fjällig markgök; fynd i nordöstra Bolivia tros utgöras av denna underart
- Neomorphus geoffroyi geoffroyi – utbredningsområdet mycket dåligt känt, typlokalen i östcentrala Bahia, Brasilien
- Neomorphus geoffroyi dulcis – förekommer i östra Brasilien (Espírito Santo till Rio de Janeiro)

## Levnadssätt
Rostbukig markgök förekommer i högväxta låglänta skogar, ibland även upp i förberg till 1600 meters höjd. Den livnär sig som namnet avslöjar på marken, där en alltid är sällsynt och svår att få syn på. Fågeln påträffas enstaka eller i par, oftast när den följer svärmar av vandrarmyror för att fånga insekter som skräms upp i deras väg.

## Status
Internationella naturvårdsunionen IUCN kategoriserar arten som sårbar. Sedan 2014 betraktar dock IUCN fjällig markgök (N. squamiger) som en underart av rostbukig markgök, varför hotkategoriseringen även inkluderar squamiger.

## Namn
Fågelns vetenskapliga artnamn hedrar den franske zoologen Étienne Geoffroy Saint-Hilaire (1772-1844).